# Francesc Bañeres i Melcior
Francesc Bañeres i Melcior, advocat que va estar directament relacionat amb els òrgans de gestió del Canal d'Aragó i Catalunya, essent secretari de la seva Comissió Executiva durant període en què en va ocupar la presidència Francesc Macià i Llussà.
Era fill de Josep Bañeres Gordell, hisendat d'Almenar que havia estat president de la Diputació de Lleida el 1871.
Originari d'Almenar. Va encaminar la seva activitat professional cap al món del dret, llicenciant-se en Dret Civil i Dret Canònic l'any 1874. Més tard va passar a ocupar càrrecs de representació política essent elegit diputat provincial l'any 1879 i vocal de la comissió provincial de l'any 1879 al 1881. Durant els anys 1882-1883 exercí com a substitut judicial de l'Audiència Provincial, i com a advocat de Beneficència.
Va estar directament relacionat amb els òrgans de gestió del Canal d'Aragó i Catalunya. Durant els anys 1905-1906 va ser secretari de la Comissió Executiva del Canal, període en què en va ocupar la presidència Francesc Macià.

## Llegat
El llegat Francesc Bañeres és un fons documental que respon bàsicament a l'activitat professional del seu productor així com als diferents càrrecs que va ostentar.
La documentació fou donada al Servei d'Arxiu i Llegats de l'Institut d'Estudis Ilerdencs l'any 1944 i està integrada dins del fons d'arxiu, constituint, pel seu volum i entitat, un subfons específic. Conté nombrosa informació sobre el Canal d'Aragó i Catalunya, referent a la seva construcció i les notícies sobre el tema aparegudes a la premsa de l'època.
El fons inclou documentació de diversa índole relacionada sempre amb la seva activitat professional. La documentació està estructurada en nou sèries que formen la base el fons:
- Activitats de promoció agrària

Conté documentació i premsa sobre la Cambra Agrària i la Confraria de Llauradors, també documentació sobre projectes agraris relacionada principalment a la llei d'aigües. Sobre la llei, Bañeres té una obra titulada: La ley de agua de 12 de junio de 1879 y disposiciones complementarias, publicada a Lleida l'any 1928.
- Promoció urbanística i econòmica

Aquest epígraf agrupa reculls de premsa sobre el desenvolupament urbanístic de la ciutat de Lleida i informació apareguda a la premsa local que recull la polèmica del transvasament del cabal del Noguera Ribagorçana
- Promoció de projectes i d'obres d'enginyeria

Francesc Bañeres va ser secretari de la “Comisión Ejecutiva del Canal de Aragón y Cataluña. Té aplegada tota la documentació generada per aquesta comissió (actes d'assemblees, reunions, convocatòries, correspondència...) i totes les notícies sobre la construcció del Canal aparegudes a la premsa.
- Activitat judicial

Aplega tota la documentació de l'època en què va ostentar el càrrec de jutge municipal i la seva activitat professional com a advocat particular.
- Activitat política

Inclou els documents referents a la seva activitat política. Elecció de diputat provincial i membre de la comissió, eleccions a diputats a Corts Generals. Inclou igualment reculls de presa corresponents a l'època.
- Organització del Sometent a Lleida

Sota aquesta denominació i figura tota la documentació relacionada amb el funcionament i activitats del Cos de Sometent. Llistes de persones, serveis, incidències, compte, reglaments, correspondència, etc. configuren el cos central de la documentació. Cal fer esment també a la publicació "Paz y tregua" que era el butlletí del cos de sometents de Catalunya.
- Altres activitats

Aquest epígraf inclou la seva relació professional amb la Junta de Sanitat del Govern Civil de Tarragona, amb entitats bancàries i amb l'Ajuntament d'Almenar.
- Altres càrrecs i nomenaments

Conjunt de documentació que fa referència als diferents càrrecs que va ostentar Francesc Bañeres al llarg de la seva vida professional.
- Particular

Fa referència a la documentació particular del productor, principalment correspondència.

## Quadre de classificació
El fons està organitzat segons el següent quadre de classificació:
A ACTIVITATS DE PROMOCIÓ AGRÀRIA
A.1 Cambra agrària 
A.2 Confraria de Llauradors 
A.3 Banc Agrari
A.4 Projectes Agraria
A.5 Articles de premsa 
B PROMOCIÓ URBANÍSTICA I ECONÒMICA 
B.1 Desenvolupament urbanístic de Lleida: "Zonas polémicas"
B.2 Junta de defensa de los intereses económicos de la Provincia
B.3 Projecte Sert 
C PROMOCIÓ DE PROJECTES D'OBRES D'ENGINYERIA
C.1 Canal d'Aragó i Catalunya (Premsa i Documentació)
C.2 Ferrocarril de la Ribagorça 
C.3 Carretera Lleida-Alfarràs 
C.4 Carretera Tamarite-Almacelles 
D ACTIVITAT JUDICIAL 
D.1 Jutjat Municipal
D.2 Advocat particular
D.2.1 Expedients judicials
D.2.2 Expedients Subst. Servei Militar
E ACTIVITAT POLÍTICA
E.1 Diputat Provincial i Membre de la Comissió
E.2 Diputat Provincial
E.3 Reorganització Partit Conservados
E.4 Eleccions a Diputats a Corts (correspondència)
E.5 Premsa
F ORGANITZACIÓ DEL SOMETENT DE LLEIDA
F.1 Correspondència general
F.1.1 Correspondència càrrecs vacants
F.2 Llistes d'individus del partit de Lleida
F.3 Serveis i incidències
F.4 Comptes
F.5 Projecte Auxili Social
F.6 Reglaments
F.7 Commemoracions i reconeixements
F.8 Premsa
F.8.1 "Paz i Tregua"
G ALTRES ACTIVITATS
G.1 Junta de Sanitat i Govern Civil de Tarragona
G.2 Entitats bancàries
G.3 Ajuntament d'Almenar
H ALTRES CÀRRECS I NOMENAMENTS
H.1 Fiscal de l'Audiència: Documentació i premsa
H.2 Oficial de l'administració
H.3 Nomenaments, càrrecs i titulacions
I PARTICULAR
I.1 Documentació
I.2 Correspondència